# Parafia Matki Bożej Pocieszenia w Komborni

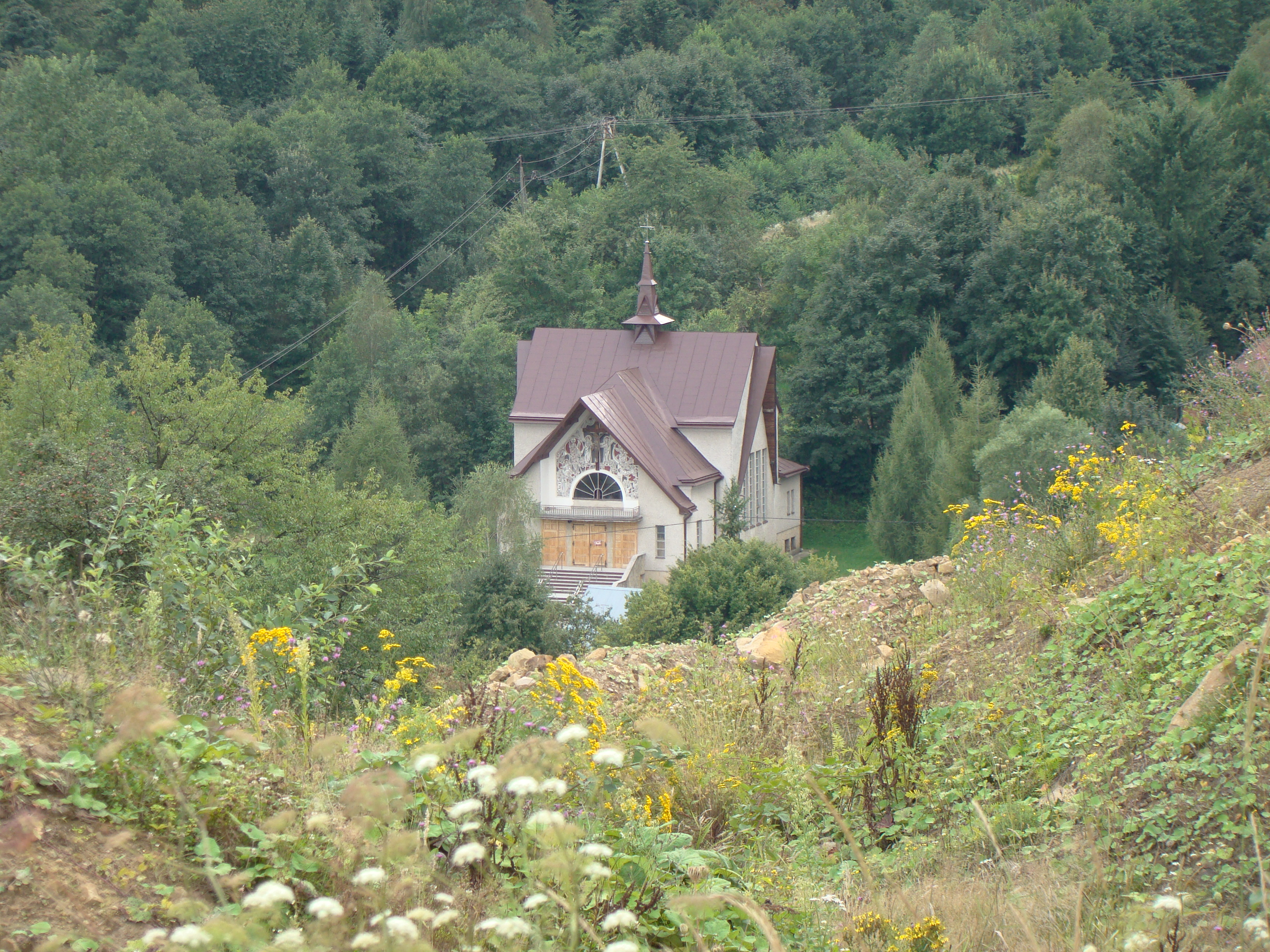
Kościół filialny pw. Miłosierdzia Bożego, w Woli Komborskiej

Parafia Matki Bożej Pocieszenia w Komborni − parafia rzymskokatolicka, znajdująca się w archidiecezji przemyskiej, w dekanacie Krosno II. 

## Historia
Parafia w Komborni została erygowana po lokacji wsi, ok. połowy XIV wieku. Pierwszy kościół drewniany był pw. św. Marcina. W 1463 roku przez Kombornię przechodził do Lwowa św. Jan z Dukli. W 1486 roku wzmiankowany był proboszcz ks. Stanisław Kłeczek, który w 1493 roku ufundował obraz Wniebowzięcia Najświętszej Maryi Panny. Około 1576 roku Bonerowie właściciele wsi, po przejściu na Kalwinizm, zamienili kościół na zbór kalwiński. W 1596 roku Piotr Firlej, wojewoda lubelski, zwrócił kościół katolikom i potwierdził uposażenie parafii. W 1619 roku Sebastian Kwolek wykonał polichromię. W 1624 roku kościół został zrabowany przez Tatarów. W 1636 roku Piotr Firlej powiększył uposażenie parafii. W 1781 roku dokonano resteuracji kościoła, a w 1865 roku do prezbiterium dobudowano kaplicę grobową Urbańskich.
W 1913 roku podjęto decyzję o budowie nowego kościoła. W 1931 roku rozpoczęto budowę kościoła według projektu arch. prof. Jana Bagieńskiego. Fundamenty wytyczono wokół starego kościoła, który w maju 1932 roku został rozebrany. Po wybudowaniu, kościół 11 listopada 1933 roku został poświęcony przez ks. dziekana Franciszka Gosztyłę. 15 sierpnia 1958 roku bp Wojciech Tomaka dokonał konsekracji kościół pw. Matki Bożej Nieustającej Pomocy. W latach 1954–1957 artysta Stanisław Jakubczyk wykonał polichromię. 
11 czerwca 2017 roku w Miejscu Piastowym odbyła się koronacja cudownego obrazu Matki Bożej Pocieszenia, której dokonał abp Adam Szal. Obraz pochodzi sprzed 1624 roku i przedstawia koronację Matki Bożej.
Na terenie parafii jest 1 835 wiernych (w tym: Kombornia – 1 440, Wola Komborska – 398).
Proboszczowie parafii:
1486–1513. ks. Stanisław Kłeczek.
1517–1533. ks. Jan.
1594–1599. ks. Paweł Wojnar.
1599–1616. ks. Piotr Burczyk.
1616–1644. ks. Sebastian Krauzowicz.
1644–1681. ks. Marcjan Janowski.
1681–1686. ks. Tomasz Goldowicz.
1686–1699. ks. Stanisław Pietraszowicz.
1699–1735. ks. Maciej Rasiewicz.
1735. ks. Józef Paweł Pruszkowski (administrator).
1735–1759. ks. Józef Skarbiński.
1759–1762. ks. Błażej Palciewicz.
1762–1779. ks. Walenty Grzybkiewicz (administrator).
1781–1816. ks. Jan Nepomucen Pruski.
1816–1832. ks. Aleksander Kwiatkowski (administrator).
1820–1832. ks. Franciszek Polak.
1832. ks. Romuald Giebułtowski (administrator).
1832–1860. ks. Mikołaj Ciesielski.
1835–1838. ks. Walenty Bralak (administrator).
1838–1871. ks. Jan Skoczyński.
1868–1872. ks. Jan Pantoł (administrator).
1872–1911. ks. Ludwik Jastrzębski.
1911–1935. ks. Jakub Jarosz.
1935–1954. ks. Ignacy Konkoliński.
1954–1963. ks. Marcin Myszak (administrator).
1963–1966. ks. Gabriel Marszałek.
1966–1985. ks. Mieczysław Drapała.
1985–1994. ks. Tadeusz Nowak.
1994–2007. ks. Józef Marek.
2007– nadal ks. Andrzej Wydrzyński.

## Cudowny obraz
W początkach XVII wieku namalowano obraz Koronacji Matki Bożej. W 1624 roku podczas najazdu Tatarów ks. Sebastian Krauzowicz, uciekając - wyniósł obraz z kościoła. W 1804 roku Austriacy zrabowali wota, kosztowności obrazu i kościoła. W 1872 roku rozpoczęto  spisywanie cudów i łask obrazu. W latach 1969–1970 mgr Wojciech Kurpik przeprowadził konserwację obrazu.
11 czerwca 2017 roku w Miejscu Piastowym odbyła się koronacja cudownego obrazu Matki Bożej Pocieszenia, której dokonał abp Adam Szal przy udziale abpa Józefa Michalika, bpa Stanisława Jamrozka, bpa Jana Wątroby, bpa Kazimierza Górnego, bpa Edwarda Białogłowskiego, abpa Jana Martyniaka i generała michalitów ks. Dariusza Wilka. 18 czerwca 2017 roku ukoronowany obraz wprowadzono do kościoła w Komborni. 

## Kościół filialny
W 1980 roku w Woli Komborskiej najpierw odprawiano msze święte po domach, a następnie w tymczasowej kaplicy. W latach 1980–1983 zbudowano murowany kościół filialny, według projektu arch. Jana Rządcy. 4 września 1983 roku bp Ignacy Tokarczuk poświęcił kościół pw. Miłosierdzia Bożego i św. Anny.